# Cởi trần ở Canada

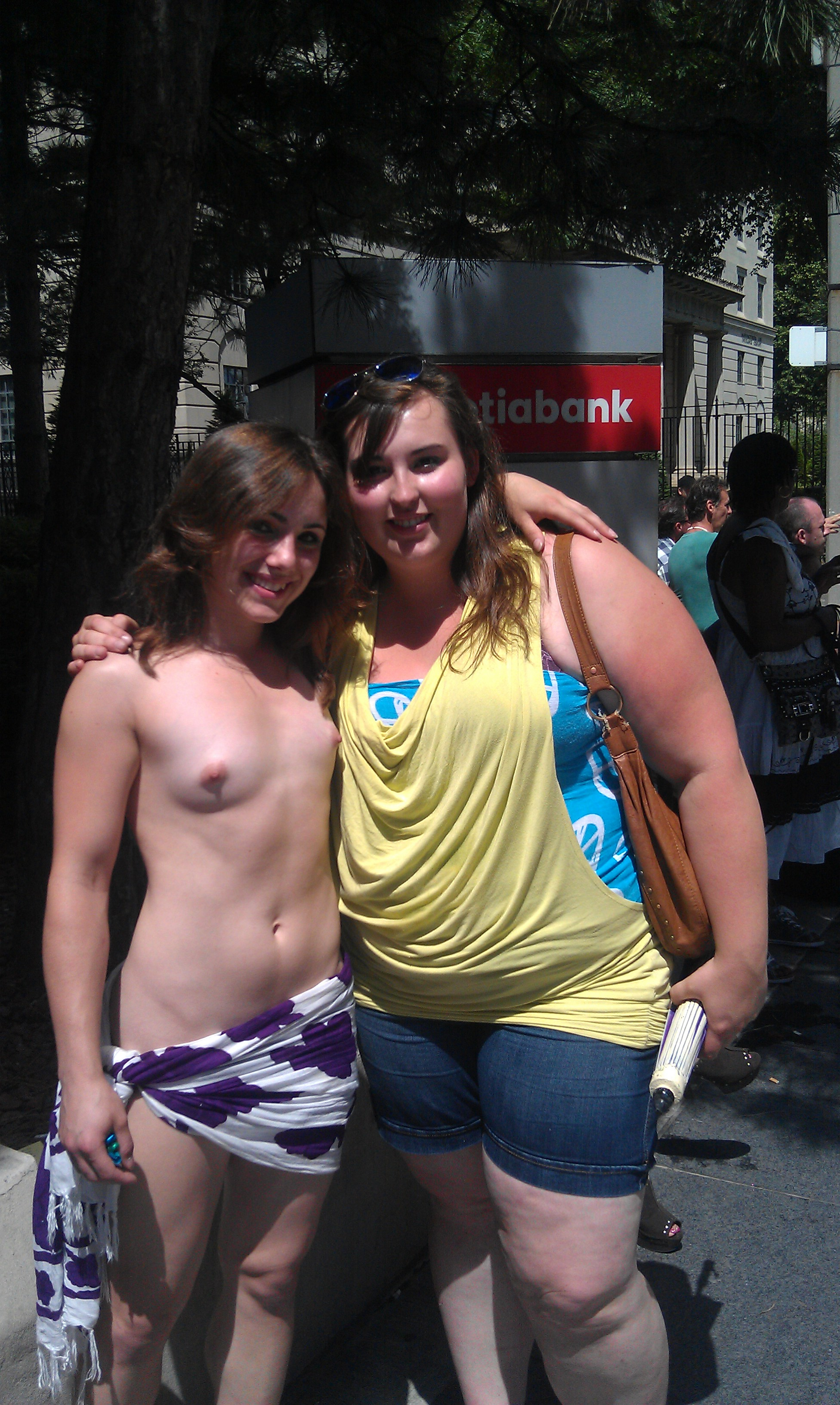
Một phụ nữ trẻ cởi trần ở Toronto. Ngày nay, những phụ nữ được quyền cởi trần nơi công cộng ở Canada là kết quả của quá trình nỗ lực tranh đấu nhân quyền không biết mệt mỏi gắn với vai trò của FCN

Cởi trần ở Canada (Female Toplessness in Canada) là một nỗ lực chống lại việc giải thích các luật về sự khiếm nhã (Indecency laws) coi việc phơi bày bộ ngực của phụ nữ là không đứng đắn, và do đó việc để lộ chúng ở nơi công cộng là một hành vi phạm tội ở Canada. Ở British Columbia, đây là một vấn đề lịch sử có từ những năm 1930 và các cuộc biểu tình của công chúng chống lại lối sống vật chất của giáo phái tôn giáo cực đoan Freedomites vốn là những người có niềm tin theo chủ nghĩa hòa bình đã dẫn đến cuộc di cư của họ từ Nga đến Canada vào cuối thế kỷ XIX. Phong trào Svobodniki trở nên nổi tiếng vì ảnh khoả thân nơi công cộng chủ yếu là từ các cuộc tuần hành khỏa thân ở nơi công cộng và các hành vi đốt phá nơi công cộng cũng được các đối tượng thực hiện trong tình trạng khỏa thân.
Một cuộc khảo sát chi tiết đã được thực hiện vào năm 1998 và một phân tích chi tiết đã được Fischtein và cộng sự xuất bản năm 2005 (Fischtein et al. 2005) cho thấy bối cảnh là quan trọng, chẳng hạn như có 72% phản đối việc cho phép để ngực trần trên đường phố và tỷ lệ đến 62% phản đối trong trường hợp cởi trần ở công viên và chỉ 48% trường hợp cởi trần khi ở bãi biển. Trong mọi trường hợp, phụ nữ phản đối việc để ngực trần nhiều hơn nam giới. Ngày nay, Liên đoàn những người theo chủ nghĩa khỏa thân Canada (Federation of Canadian Naturists viết tắt FCN) là một tổ chức phi lợi nhuận được hỗ trợ từ các thành viên nhằm thúc đẩy sự hiểu biết, chấp nhận và đánh giá cao hơn về chủ nghĩa khỏa thân như một lối sống trên khắp Canada. Tổ chức này liên kết với các câu lạc bộ và hiệp hội theo chủ nghĩa khỏa thân/người theo chủ nghĩa khỏa thân của Canada.

## Sự tranh đấu
Ở Canada, luật về lễ phép nơi công cộng được ghi nhận trong các phần 173 và 174 của Bộ luật Hình sự. Năm 1991, hành vi cởi trần là một hành động khiếm nhã đã bị thách thức ở Guelph, Ontario, từ một phụ nữ là Gwen Jacob khi cô đã cởi áo nơi công cộng và bị buộc tội khiếm nhã. Một phần biện hộ của cô ấy là tiêu chuẩn kép giữa nam và nữ. Mặc dù cô ấy đã bị kết án, nhưng điều này đã bị lật lại (phúc thẩm) theo Tòa án cấp phúc thẩm. Trường hợp này xác định việc để ngực trần không phải là hành vi khiếm nhã theo nghĩa của Bộ luật Hình sự. Tuy nhiên, nó đã không thiết lập bất kỳ quyền bình đẳng hiến định. Vụ án này sau đó đã dẫn đến việc những phụ nữ British Columbia và Saskatchewan phải đối mặt với cáo buộc tương tự được trắng án. Mặc dù mỗi tỉnh và vùng lãnh thổ bảo lưu quyền giải thích luật theo ý mình, nhưng trường hợp của Ontario đã chứng tỏ có ảnh hưởng. Vì vấn đề chưa được Tòa án tối cao Canada xác định nên vẫn có khả năng một phụ nữ có thể bị kết án ở những nơi khác ở Canada. Tuy nhiên, việc giải thích luật đạo đức ở Canada ngày càng được tự do hóa.
Để ngực trần kiểu Topfreedom được cho phép ở Ontario, theo tiền lệ trong trường hợp của Gwen Jacob. Quyền giám đốc điều hành của Cơ quan Cấp phép và Tiêu chuẩn Thành phố nói rằng mặc dù "không có luật nào quy định việc để ngực trần", "việc phụ nữ để ngực trần trên đường phố Toronto là hợp pháp" theo tờ báo National Post. Ông ấy nói thêm rằng các công viên yêu cầu phải có quần áo, ngoại trừ, ví dụ, quần áo tùy chọn Bãi biển Hanlan's Point. Gwen Jacob nói rằng cô ấy làm điều đó bởi vì đàn ông đang làm điều đó và cô ấy muốn thu hút sự chú ý đến tiêu chuẩn kép. Cô bị kết tội và bị phạt 75 đô la. Để bảo vệ mình, cô lập luận rằng bầu ngực chỉ là mô mỡ. Khi kết tội cô ấy, thẩm phán tuyên bố rằng bộ ngực của phái nữ là bộ phận của cơ thể phụ nữ kích dục đối với đàn ông cả bằng thị giác và xúc giác, và do đó không nên để lộ ra ngoài Cô ấy đã kháng cáo nhưng đơn kháng cáo của cô ấy đã bị Tòa án Ontario bác bỏ, và cô ấy tiếp tục kháng cáo lên Tòa phúc thẩm Ontario.
Trong khi đó, các cuộc biểu tình chống lại việc bắt giữ và kết án Jacob đã dẫn đến những cáo buộc khác đối với những người khác, đặc biệt là  R. v. Arnold nhưng trong trường hợp này McGowan P.C.J. đã áp dụng thử nghiệm về tiêu chuẩn chịu đựng của cộng đồng theo Butler nói rằng hành động để ngực trần không gây hại gì và do đó không vượt quá tiêu chuẩn khoan dung của cộng đồng. Cô ấy nhận xét: Chắc chắn là hầu hết phụ nữ sẽ không tham gia vào hành vi này vì có nhiều người tin rằng bản chất việc này là vô vị và không nâng cao chính danh của phụ nữ. Không nghi ngờ gì nữa, có những người đàn ông ngày nay không thể nhận thức được bộ ngực của phụ nữ trong bất kỳ bối cảnh nào khác ngoài những liên tưởng về tình dục. Điều quan trọng là phải khẳng định lại rằng các tiêu chuẩn kiểm tra khả năng chịu đựng của Canada không dựa trên những thái độ này để xác định công thức.
Jacob được Tòa phúc thẩm Ontario tuyên trắng án vào ngày 9 tháng 12 năm 1996 trên cơ sở rằng bản thân hành động để ngực trần không phải là một hành vi tình dục hay không đứng đắn, trụy lạc. Tòa án cho rằng không có gì hạ thấp nhân phẩm hoặc mất nhân tính trong những gì người kháng cáo đã làm. Phạm vi hoạt động của cô ấy bị hạn chế và hoàn toàn phi thương mại. Không ai bị xúc phạm buộc phải tiếp tục nhìn cô ấy và tiêu chuẩn cộng đồng dung sai khi tất cả các trường hợp liên quan được tính đến và đã không bị vượt quá. Mặc dù Jacob tuyên bố cô ấy có quyền theo hiến pháp, nhưng tòa án đã không giải quyết vấn đề này. Chính phủ Ontario đã quyết định không kháng cáo vụ việc lên Tòa án Tối cao Canada, và do đó đây vẫn là cách giải thích phổ biến của Bộ luật Hình sự ở Ontario. Kể từ đó, phán quyết của tòa án đã được thử nghiệm và giữ nguyên nhiều lần. R. v. Jacob đã được trích dẫn trong các quyết định tương tự ở các tỉnh khác và bởi Tòa án Tối cao Canada trong R. v. Labaye, và được giảng dạy trong các khóa học Luật Hình sự.